# Sörbäcken (naturreservat)
Sörbäcken är ett naturreservat i Malung-Sälens kommun i Dalarnas län. Beslutet är i oktober 2018 överklagat och då inte gällande.
Området är naturskyddat sedan 2017 och är 94 hektar stort. Reservatet består av granskog.